# Købmanden i Provence
Købmanden i Provence (fransk: Le Fils de l'épicier) er en fransk film fra 2007, der er instrueret af Eric Guirado.

## Handling
Filmen handler om Antoine (Nicolas Cazalé), som er flygtet fra sin familie, der bor i en provencalsk landsby i departementet Drôme og som er domineret af den patriarkalske far, spillet af Daniel Duval. I Paris, hvor Antoine nu bor, lever han af tilfældige jobs, som sjældent varer mere end 3 måneder ad gangen. Han er venner med den lokale købmand Hassan (Chad Chenouga) og bor ved siden af Claire, spillet af Clotilde Hesme.
På et tidspunkt får Antoines far et hjerteanfald og bliver derfor indlagt på hospitalet. Mere eller mindre tvunget af sin bror Francois (Stéphan Guérin-Tillié), indvilger Antoine i at hjælpe sin mor med farens købmandbutik. Antoines job bliver at køre bilen med købmandsudsalget rundt til områdets småbyer og servicere de derboende, primært ældre mennesker. Et job der passer Antoine meget dårligt, da hans medmenneskelighed kan ligge på et relativt lille sted.
Med sig til at hjælpe sig (og fordi han er forelsket i hende) har han hans parisiske nabo Claire, som egentlig prøver at få en studentereksamen, men som har brug for luftforandring. Hun har et noget bedre tag på købmandsvognens kunder end Antoine, men da han, efter at de to har tilbragt en nat sammen, som han lægger mere i end hun, undlader at poste et vigtigt brev for hende, forlader hun ham for at tage til Spanien. Efter dette begynder Antoine langsomt at ændre sig og efterhånden får han et fonuftigt forhold til sine kunder og dermed også mere glæde ud af mødet med hans barndoms naboer.

## Medvirkende
- Nicolas Cazalé - Antoine
- Clotilde Hesme - Claire
- Daniel Duval - Antoines far
- Jeanne Goupil - Antoines mor
- Stéphan Guérin-Tillié - François, hans bror
- Liliane Rovère - Lucienne
- Paul Crauchet - Clément
- Chad Chenouga - Hassan